# GP Mazda Schelkens 2025
De vierde editie van de wielerwedstrijd GP Mazda Schelkens vond plaats op 9 juni 2025. De 154 deelneemsters moesten een parcours van 134,1 kilometer in en rond Borsbeek afleggen. De wedstrijd had de categorie 1.1. De Française Clara Copponi won, voor de Noorse Susanne Andersen en Kathrin Schweinberger uit Oostenrijk.

## Uitslag
| Plaats  | Naam                      | Ploeg                | Tijd     |
| ------- | ------------------------- | -------------------- | -------- |
| Winnaar | Clara Copponi             | Lidl-Trek            | 3u08'59" |
| 2       | Susanne Andersen          | Uno-X Mobility       | z.t.     |
| 3       | Kathrin Schweinberger     | Human Powered Health | z.t.     |
| 4       | Daria Pikulik             | Human Powered Health | z.t.     |
| 5       | Julie De Wilde            | Fenix-Deceuninck     | z.t.     |
| 6       | Femke Beuling             | VolkerWessels        | z.t.     |
| 7       | Anna van Wersch           | Lotto                | z.t.     |
| 8       | Scarlett Souren           | VolkerWessels        | z.t.     |
| 9       | Maria Giulia Confalonieri | Uno-X Mobility       | + 3"     |
| 10      | Maggie Coles-Lyster       | Human Powered Health | z.t.     |
| 11      | Helena Bieber             | Carbonbike Giordana  | z.t.     |
| 12      | Audrey De Keersmaeker     | Lotto                | z.t.     |
| 13      | Fien Van Eynde            | Fenix-Deceuninck     | + 10"    |
| 14      | Fleur Moors               | Lidl-Trek            | + 13"    |
| 15      | Sabrina Stultiens         | VolkerWessels        | + 19"    |
| 16      | Cecilia van Zuthem        | Fenix-Deceuninck     | z.t.     |
| 17      | Romy Kasper               | Human Powered Health | z.t.     |
| 18      | Puck Langenbarg           | Fenix-Deceuninck     | z.t.     |
| 19      | Silvia Zanardi            | Human Powered Health | z.t.     |
| 20      | Lily Williams             | Human Powered Health | + 23"    |

2022 · 2023 · 2024 · 2025